# Koçi Bako
Koçi Bako, född 1906 i Korça i Osmanska Albanien, död 1941 i Korça i Kungariket Albanien, var den första martyren i det kommunistiska Albanien.
Bako var en av de första medlemmarna i kommunistpartiet i Korça, som grundades under 1930-talet. Bako var den som organiserade demonstrationer mot kung Zog och den fascistiska regeringen i södra Albanien. I samband med en demonstration i Korça den 8 november 1941 sköts han ihjäl, efter att polisen och carabinieri öppnade eld i folkmassan.

### Fotnoter
1. ↑  Owen Pearson (2006), Albania in the Twentieth Century, A History, "II" (annotated), I. B. Tauris, s. 164, ISBN 978-1845111045, https://books.google.com/books?id=P3knunC7z_oC&pg=PA164&dq=Ko%C3%A7i+Bako&hl=en&sa=X&ved=0CB8Q6AEwAWoVChMIv6Gu6O2eyAIVSayACh117QFD#v=onepage&q=Ko%C3%A7i%20Bako&f=false
2. ↑   New Albania, 1971, s. 4, OCLC 6335595, https://books.google.com/books?id=nlUoAQAAMAAJ&q=Ko%C3%A7i+Bako&dq=Ko%C3%A7i+Bako&hl=en&sa=X&ved=0CB8Q6AEwATgKahUKEwjkmO7-957IAhWGzoAKHeo7Als
3. ↑  Enver Hoxha (1985), Për shokët e mi pionierë: pjesë të zgjedhura nga Veprat, Shtëpia Botuese "8 Nëntori", s. 124, OCLC 15656129, https://books.google.com/books?id=RYy4AAAAIAAJ&q=Ko%C3%A7i+Bako&dq=Ko%C3%A7i+Bako&hl=en&sa=X&ved=0CCgQ6AEwAzgKahUKEwjkmO7-957IAhWGzoAKHeo7Als